# 24, Faubourg
24, Faubourg est un parfum féminin créé par Maurice Roucel pour Hermès en 1995.

## Description
Le parfum doit son nom à l'adresse du bâtiment occupé par les ateliers de la maison Hermès depuis 1879 : 24, rue du Faubourg-Saint-Honoré, dans le 8e arrondissement de Paris.
Les fleurs blanches en notes de tête s'accompagnent d’iris, de vanille et d'ambre gris sur un fond de senteurs boisées pendant que l’ylang-ylang, associé à la fleur de tiaré, se mêle au jasmin sambac, à la fève tonka, au patchouli et à la fleur d'oranger.

## Flacon
Le flacon est d'une forme carrée légèrement cintrée qui évoque la soie d'un carré Hermès sous un souffle de brise.